# Arte nabatea

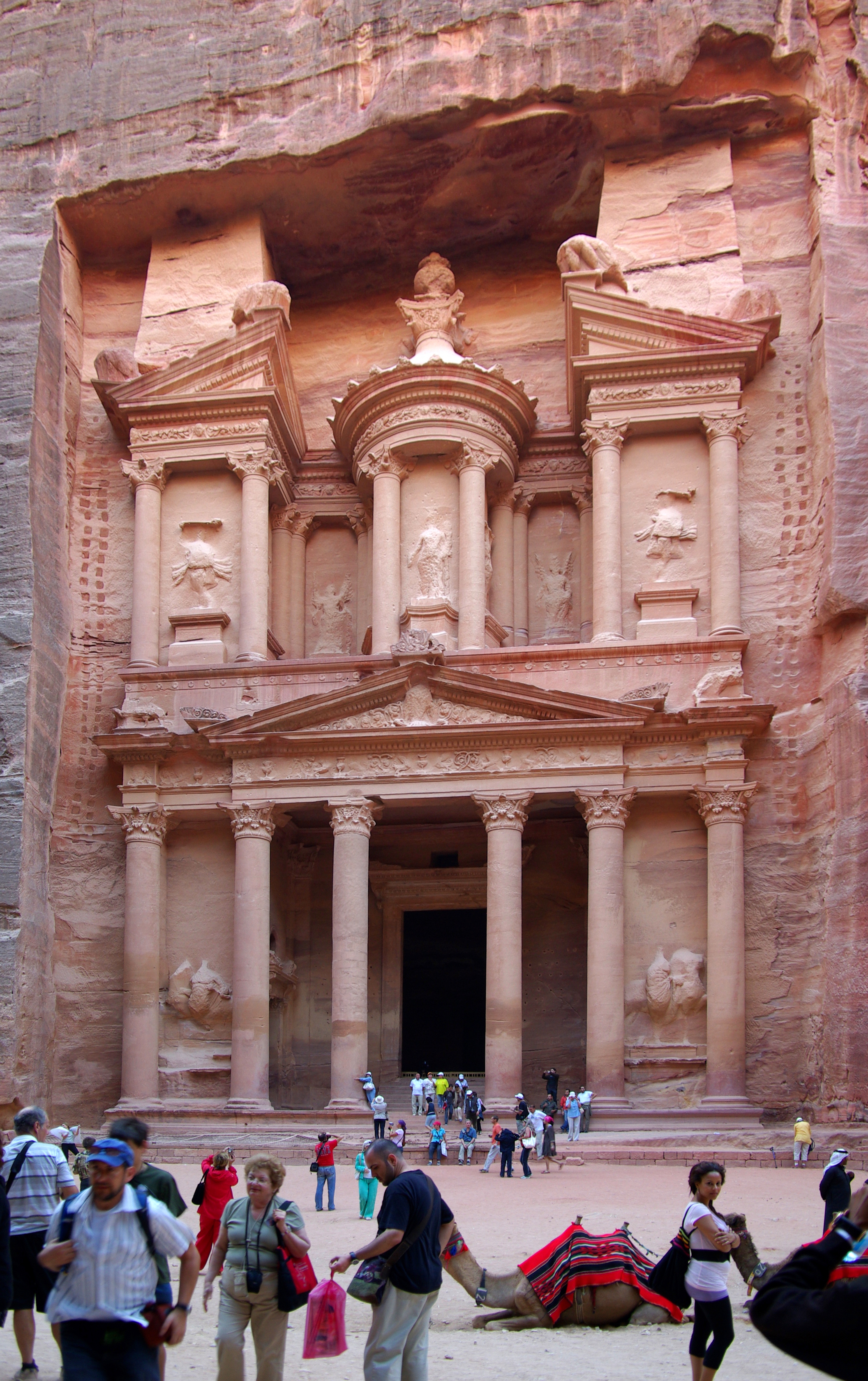
Al Khazneh o Tesoro di Petra

L'arte nabatea è l'arte dei Nabatei dell'Arabia settentrionale. Sono conosciuti per le ceramiche dipinte a maglie fini, che sono state disperse nel mondo greco-romano, così come i contributi alla scultura e all'architettura nabatea. L'arte nabatea è nota per i siti archeologici di Petra, in particolare per i monumenti come Al Khazneh e Ad Deir. 

## Ceramiche

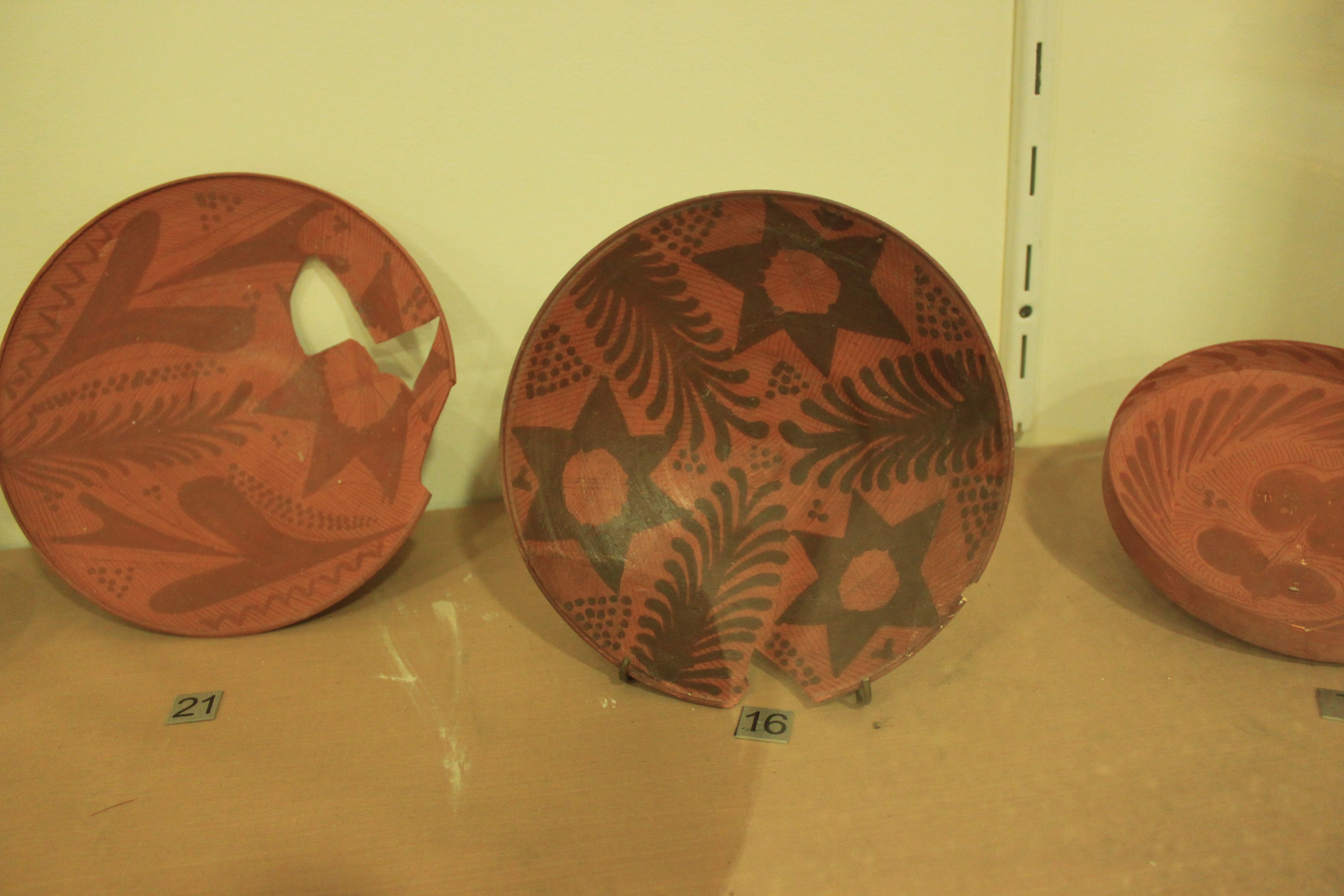
Un esempio di ceramica nabatea

La ceramica nabatea è caratterizzata da pareti sottili e motivi floreali. L'uso esclusivo di motivi floreali rimanda all'aniconismo nabateo nelle loro pratiche religiose. I disegni sulle merci sono generalmente dipinti o pressati sulla superficie con timbri e ruote. Per rifinire i pezzi, i produttori li brunivano o utilizzavano un processo di sinterizzazione. La maggior parte delle merci sono di colore rosato, molto simile alle scogliere che circondano la città. Ciò perché i vasai nabatei usavano corpi di argilla locali nel loro lavoro. Le merci nabatee assumono molte forme e possono essere classificate in base al loro spessore, forma del bordo, basi e decorazioni. In alcuni casi, le forme dei vasi imita la forma di oggetti metallici dalla regione. Questi vasi sarebbero stati usati quotidianamente, non cerimoniali, nonostante la quantità insolitamente grande di frammenti rotti trovati nei cumuli di spazzatura.

## Architettura

### Le tombe
Le tombe nabatee sono principalmente "tombe scavate nella roccia". Sono create dal taglio diretto nel paesaggio, tradizionalmente rupestri. Le tombe scavate nella roccia sono le più frequenti nei siti archeologici scavati dai nabatei. Ci sono circa 900 tombe scavate nella roccia che si trovano a Petra e Hegra. Le tombe nabatee sono una fusione tra lo stile ellenistico e romano e una graduale creazione dello stile nabateo. Alcune offrono caratteristiche di chiara influenza greca, come frontoni, metope, triglifi e capitelli. Sono stati costruiti per onorare divinità e i leader, nonché generazioni di case di una famiglia specifica. Le tombe si trovano normalmente all'interno della città. Queste tombe sono semplici nello stile ma elaborate nella funzione, spesso caratterizzate da gradini, piattaforme, fori di libagione, cisterne, canali d'acqua e talvolta sale per banchetti. Molte presentano numerose icone religiose, iscrizioni e santuari che si trovano in associazione con sorgenti, bacini idrografici e canali.

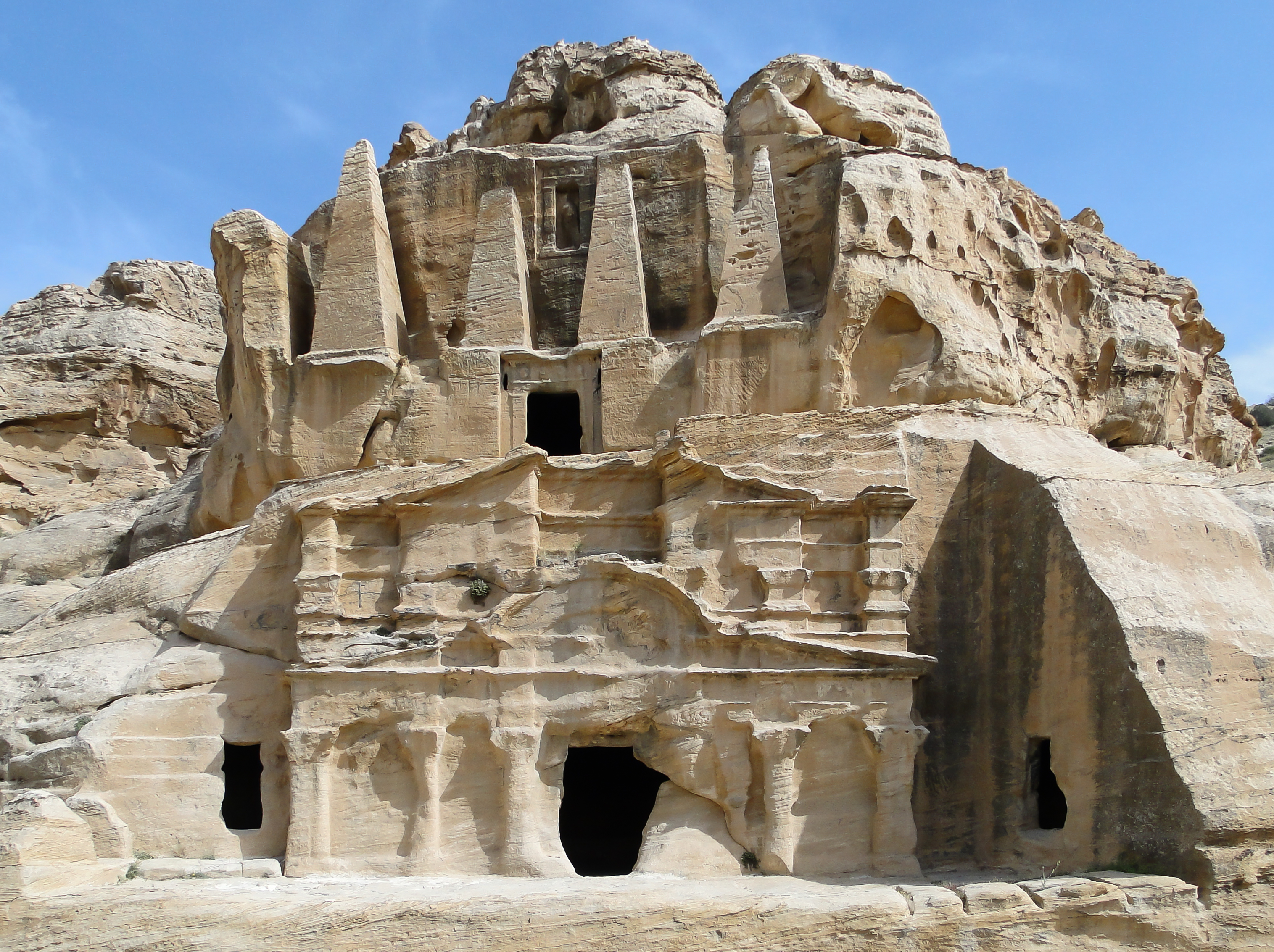
Tomba obelisco

Le tombe merlate (vedi merlatura) sono popolari all'interno dell'architettura nabatea. Esistono diverse varianti di merlatura, che oscillano nel numero di livelli. Sono state create tombe merlate per rappresentare le fortificazioni, creando un simbolo di città, forza, potenza militare. Successivamente, sotto i persiani achemenidi, il contesto di fortificazione fu rimosso, dando maggiore spazio a un segno di regalità e autorità
Diverse tombe presentano obelischi sul loro esterno. Gli obelischi sono uno stretto monumento affusolato, spesso usato per rappresentare il Nephesh, i leader specifici e gli dei delle società monolitiche. Si trovano spesso nell'architettura del vicino Oriente e dell'Egitto.
Le tombe con facciate dettagliate sono anche molto popolari nella comunità nabatee. Ci sono un totale di otto diversi tipi di facciata: pilone singolo, pilone doppio, gradino, Proto-Hegr, Hegr, arco, semplice classico e complesso classico. Singolo pilone, doppio pilone, gradino, Proto-Hegr e Hegr sono caratterizzati da variazioni sul motivo del passo falso, combinati con elementi dell'architettura classica. L'arco, il classico semplice e il classico complesso hanno solo motivi classici, a cui è stata data un'interpretazione nabatea.
A Petra, c'è una serie di tombe chiamate "Tombe Reali". Queste tombe sono divise in quattro sezioni: la tomba dell'urna, la tomba della seta, la tomba corinzia e la tomba del palazzo. La tomba dell'urna è costruita in alto sul fianco della montagna, e richiede di salire su una serie di rampe di scale. È stato suggerito che questa sia la tomba del re nabateo Malco II, morto nel 70 d.C. Accanto vi è la tomba della seta, dal nome del suo ricco colore dell'arenaria. La tomba corinzia è successiva, con colonne corinzie greche. Finalmente la tomba del palazzo con tre storie distinte nella sua facciata.

## Sculture

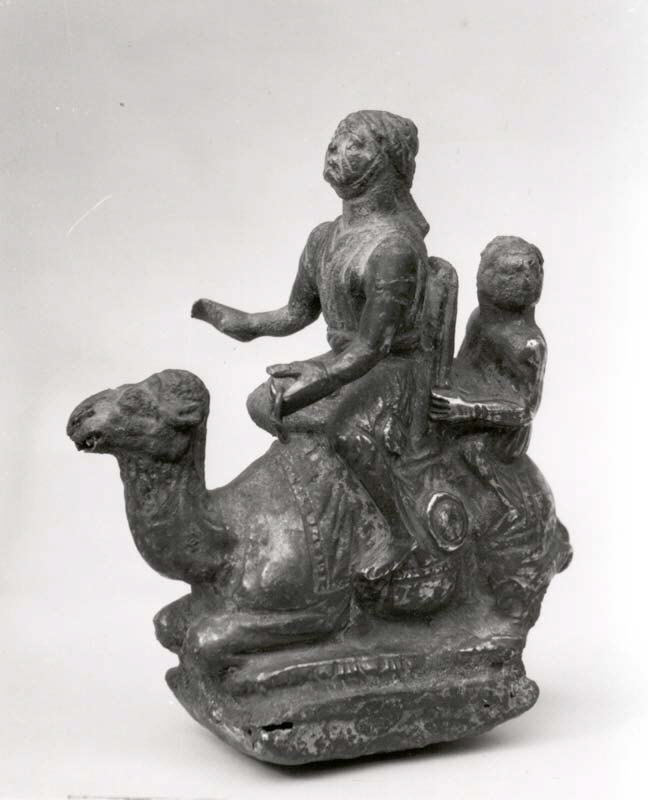
Scultura nabatea, cammello e cavalieri. I secolo a.C. circa

La prima scultura nabatea aveva diverse caratteristiche di scultura romana, greca e siriana. Capelli selvaggi, espressioni facciali drammatiche e curve a S rispecchiavano lo stile di scultura ellenistica. La scultura greca era rappresentata con le lunghe barbe attillate, la simmetria e la perfezione del corpo umano.
Negli anni successivi, la scultura nabatea divenne in seguito molto stilizzata. Alcuni elementi, come i capelli, erano mantenuti in stile greco-romano, ma molte altre cose si sono evolute in ciò che ora è inteso essere nabatateiano. Queste caratteristiche si trovano nelle strutture facciali. Gli occhi di diversi pezzi sono raffigurati come occhi semicircolari caratteristici, piatti e a fumetti. Gli stessi pezzi hanno spesso nasi triangolari e grandi menti rotondi. Al di là delle forme umane, la scultura nabateana si presenta sotto forma di animali come uccelli, elefanti e cammelli.
Un certo numero di divinità e dee sono comunemente rappresentate in tutta la scultura nabatea. La maggior parte sono Dei e Dee che sono stati adorati dai Nabatei, tuttavia alcuni sono rappresentativi delle credenze greche, romane e mediorientali. Inoltre, lo zodiaco è periodicamente rappresentato attraverso le loro numerose forme d'arte. Dushara era la principale divinità maschile dei Nabatei. È stato paragonato a Zeus nella cultura greca e anche a Dioniso. Esempi di Dushara sono stati trovati in diversi luoghi a Petra e Khirbet Et-Tannur. Inizialmente e tradizionalmente, Dushara era rappresentato in una forma aniconica come un blocco quadrato, come è rappresentato dai betili di Petra, ma c'è una grande quantità di sculture dettagliate trovate su Dushara. Un pezzo specifico mostra un volto ellenistico, mostrando azione e caratteristiche carnose e vivaci. Altre divinità comunemente rappresentate includono: Al-Uzza, Al-Kutbay, Nike, e lo Zodiaco.

### Betili

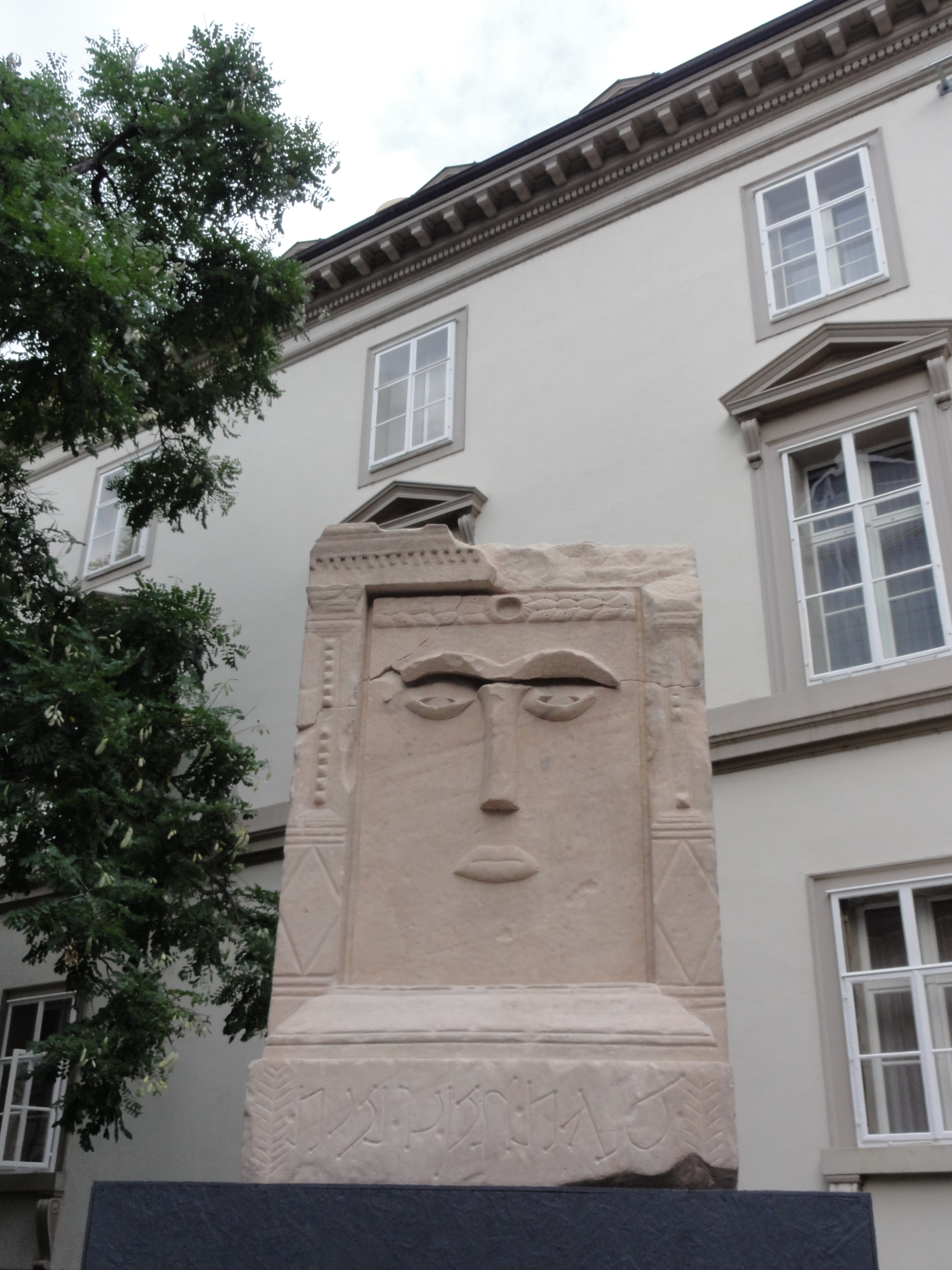
Betilo

I betili sono un altro strumento utilizzato per la rappresentazione di divinità e dee al di là della scultura tradizionale. Appaiono in abbondanza nell'arte nabatea. Sono spesso scolpiti all'interno di santuari sia in luoghi pubblici che privati. Alcuni hanno piedistalli o sono collocati all'interno di nicchie. I betili furono usati per incarnare i loro dei, il più delle volte, anche se non esclusivamente, Dushara. Possono essere di tutte le dimensioni, in gruppi o soli. Appaiono come una scultura in rilievo e a tutto tondo. Gli intagli sono rettangolari e non figurati, anche se in alcuni casi hanno occhi stilizzati e un naso, simile alle steli aramaiche e dell'Arabia meridionale.

## Pittura

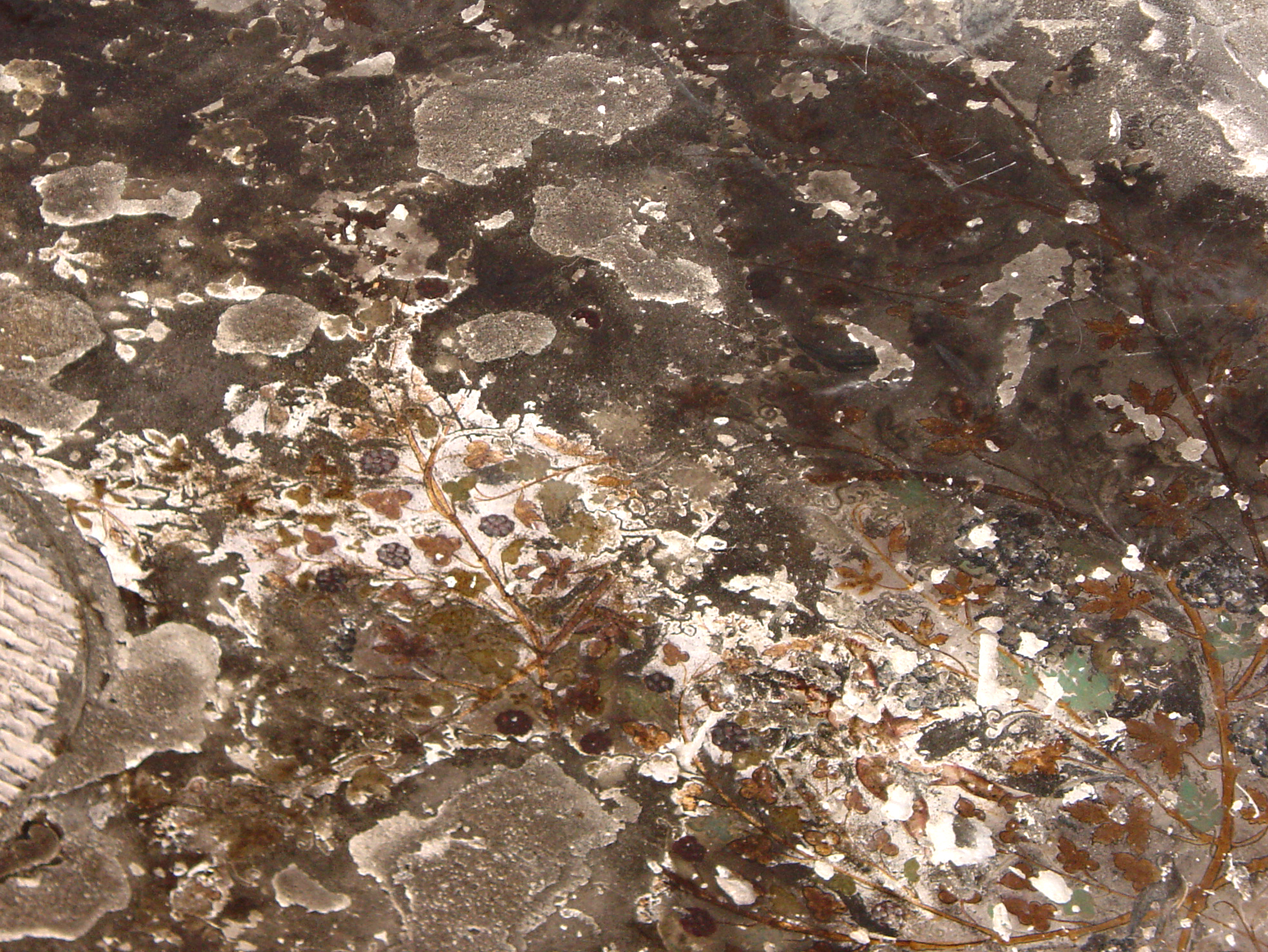
Soffitti affrescati nella Casa dipinta della Piccola Petra

Pochi esempi di pittura nabatea sono sopravvissuti. La maggior parte sono frammenti di pittura interna puramente decorativa. C'è voluto abbastanza per dimostrare, tuttavia, che la pittura segue lo stile ellenistico contemporaneo, di cui rimangono pochi dipinti.
Nel 2010, è stato rivelato che un biclinium, ora conosciuto colloquialmente come la Casa dipinta, a Piccola Petra in Giordania aveva ampi affreschi sul soffitto, che erano stati a lungo nascosti sotto la fuliggine dai fuochi da campo beduini, e altre iscrizioni dei secoli successivi. Un progetto di restauro di tre anni li aveva resi nuovamente visibili. Descrivono, in grande dettaglio e con una varietà di tipi, tra cui smalti e foglia d'oro, immagini come viti e putti associati al dio greco Dioniso, suggerendo che lo spazio potrebbe essere stato utilizzato per il consumo del vino, forse con i mercanti in visita. Oltre ad essere l'unico noto esempio di pittura figurativa interiore nabatea in situ, sono uno dei pochissimi esempi di pittura ellenistica esistente, e sono stati considerati superiori alle successive imitazioni romane dello stile a Ercolano.